# Мёртвое озеро
«Мёртвое о́зеро» — российский мистический детективный сериал 2019 года режиссёра Романа Прыгунова.
Хотя во многих СМИ, сопровождавших рекламную кампанию, сериал назывался «российским ответом американскому „Твин Пикс“» из-за схожести сюжетов, сами авторы сериала это никак не прокомментировали.
Телесериал стал победителем Международного фестиваля Accolade Global Film Competition в США, жюри Accolade Global Film Competition назвало «высокохудожественной» режиссуру Романа Прыгунова и его работу со всем актёрским составом. В сентябре 2018 года «Мёртвое озеро» стал победителем программы «Движение. Навстречу» кинофестиваля «Движение» в Омске.

## Сюжет
Действие происходит в вымышленном заполярном городе Чангадане. Максим Покровский, московский опытный следователь, страдающий от неизлечимой болезни, приезжает в этот маленький городок, чтобы раскрыть загадочное убийство дочери местного олигарха.
Обнажённое тело девушки со следами обморожения найдено возле стелы на въезде в город. Внешние признаки указывают на ритуальное жертвоприношение, и первое подозрение падает на местных шаманов, общающихся с духом озера. Но может быть, это — лишь старательная имитация ритуала? У отца девушки было много врагов, сама она тоже далеко не святоша, её гибель, как вскоре выясняется, была на руку многим людям. Чем ближе следователь подбирается к разгадке убийства, тем глубже он погружается в тайную жизнь отрезанного от Большой земли городка. Покровского начинают преследовать пугающие сны, которые словно направляют его к убийце. Он узнаёт, что у каждого здесь есть свои скелеты в шкафу, а за каждой дверью таятся зловещие секреты.

## Персонажи

### В главных ролях
| Актёр              | Роль                                                   |
| ------------------ | ------------------------------------------------------ |
| Евгений Цыганов    | следователь Максим Леонидович Покровский               |
| Андрей Смоляков    | Юрий Михайлович Кобрин                                 |
| Александр Робак    | начальник УВД Чангадана Михаил Иванович Ганич          |
| Александра Ребено́к | сотрудница отеля Алина                                 |
| Тимофей Трибунцев  | Ёнко Семёнов                                           |
| Виктор Хориняк     | начальник уголовного розыска Михаил Семёнович Шевчуков |
| Павел Ворожцов     | Марис сотрудник полиции                                |
| Павел Табаков      | младший лейтенант полиции Павел Скворцов               |
| Лев Прыгунов       | старик Сандибалов                                      |
| Полина Кутепова    | Татьяна Петровна Уточкина                              |
| Ксения Кутепова    | Зинаида Петровна Уточкина                              |
| Андрей Шибаршин    | старший лейтенант полиции Гвоздев                      |
| Надежда Михалкова  | Наташа помощница Покровского                           |
| Сергей Бондарчук   | Степняк бандит                                         |
| Анна Александрова  | Дина Кобрина                                           |

### В ролях
| Актёр                           | Роль                                                              |
| ------------------------------- | ----------------------------------------------------------------- |
| Кирилл Полухин                  | Геннадий Николаевич Смертин глава службы безопасности «Ураникума» |
| Аскар Ильясов                   | Юван Сандибалов                                                   |
| Екатерина Семёнова              | Екатерина Кобрина жена Юрия Кобрина                               |
| Михаил Гаврилов                 | владелец пиццерии Александр Николаевич Шпиленко                   |
| Евгения Манджиева               | Едейнэ Викторовна Малышева топ-менеджер «Ураникума»               |
| Петар Зекавица                  | Надеждин                                                          |
| Роман Агеев                     | патологоанатом Шеховцов                                           |
| Бальжинима (Вадим) Бадмацыренов | охотник Хадиуль                                                   |
| Виктор Жалсанов                 | Сергей Сандибалов                                                 |
| Александр Зуев                  | Аксёнов                                                           |
| Артур Чиргадзе                  | Алексей Николаевич Вильфанд                                       |
| Владимир Михалюк                | Зарницкий                                                         |
| Алексей Варнавский              | Партнёр                                                           |
| Мария Карпова                   | Марина Шарова                                                     |
| Алексей Ошурков                 | Блесник                                                           |
| Денис Боеревич                  | телеоператор Варламов                                             |
| Эдуард Выграновский («Скруджи») | рэпер «Хунд»                                                      |
| Марина Васильева                | девушка Скворцова Лера                                            |
| Николай Шрайбер                 | учитель физики Евгений Николаевич Грушин                          |
| Григорий Данцигер               | Спиридонов                                                        |
| Ирина Цивина                    | администратор салона красоты Марина                               |
| Маргарита Бычкова               | гадалка на ТВ                                                     |
|                                 |                                                                   |

## Производство
Съёмки сериала прошли в 2017 году. Большинство сцен в Чангадане и на прилегающей к нему территории снимали в Мурманской области. В качестве самого Чангадана для большинства сцен был использован город Кировск, отдельные сцены снимали в городах Одинцово и Апатиты, у подножья Хибинских гор и на берегу озера Большой Вудъявр. В качестве аэропорта Чангадана был заснят аэропорт «Хибины».
В качестве памятника покорителям Севера, у подножья которого находят тело Дины Кобриной, был снят реальный монумент — стела «Полярный круг», — установленный перед въездом в Салехард. Офисный центр, представляющий офис компании «Ураниум» в реальности является деловым центром Matrex в Сколково.
Сериал был снят компаниями «ТНТ-PREMIER Studios» и «Mediaslovo» по заказу телеканала ТВ-3.
Изначально премьера должна была состояться 19 ноября 2018 года, но за 10 дней до этого ТВ-3 отменил премьеру; в итоге премьера состоялась на OTT-платформе «ТНТ-PREMIER» 14 марта 2019 года. Серии выкладывались один раз в неделю по четвергам.